# Гнибиденко, Гелиос Сергеевич
Гелиос Сергеевич Гнибиденко (10 мая 1934 – 1 ноября 1995) — российский геолог и геоморфолог. Доктор геолого-минералогических наук. Почётный член РГО.

## Биография
Родился в посёлке Сидоровка Красноселькупского района Тюменской области (ныне — Ямало-Ненецкого автономного округа).
В 1959 году окончил Томский государственный университет им. В. В. Куйбышева (геолого-географический факультет) по специальности «инженерная геология».
1959–1962 — инженер-геолог в Сибирском научно-исследовательском институте геологии, геофизики и минерального сырья (г. Новосибирск).
В 1962 году был приглашен на работу в Дальневосточный геологический институт (ДВГИ), где проработал до 1968 года младшим научным сотрудником лаборатории тектоники. Область исследований — региональная геология и геотектоника.
1965–1967 — аспирантура при ДВГИ (научный руководитель — профессор Н.П. Васильковский).
1967 — диссертация кандидата геолого-минералогических наук «Метаморфические комплексы в структурах северно-западного сектора Тихоокеанского пояса».
1968 — перевод в СахКНИИ СО АН СССР (с. Новоалександровск, Сахалинская область). Старший научный сотрудник лаборатории геотектоники (1970), ученый секретарь СахКНИИ.
С 1971 года — заведующий лабораторией региональной тектоники.
На протяжении 1970—1985 возглавлял Сахалинский отдел Географического общества СССР.
1982 — диссертация доктора геолого-минералогических наук «Геология и перспективы нефтегазоности окраинных морей Дальнего Востока».
С 1986 года — главный научный сотрудник лаборатории морской геологии Института морской геологии и геофизики ДВНЦ АН СССР.
С 1990 года — заведующий лабораторией морской геологии Института морской геологии и геофизики (ИМГиГ) ДВО АН СССР (г. Южно-Сахалинск).
С 1991 года — заместитель директора ИМГиГ ДВО РАН по научной работе.
В 1994 году — перевод на работу в Институт океанологии РАН (г. Москва), затем по контракту работал в США (Geodynamics Research Institute Texas A&M University, USA).
Около 180 научных публикаций (из них 42 изданы за рубежом), в т.ч. шесть монографий, три из которых — авторские.
Выявил систему структурно-седиментационных бассейнов в окраинных морях Дальнего Востока. Дал оценку прогнозных ресурсов нефти и газа, рекомендации по направлению поисково-разведочных работ.

## Научные труды
- Тектоника окраинных морей Дальнего Востока. 1979.
- Тектоника Курило-Камчатского глубоководного желоба / Гнибиденко Г. С., Быкова Т. Г., Веселов О. В. и др.; Отв. ред. П. М. Сычев. — М.: Наука, 1980.
- Тектоника северо-западной части Тихого океана / Г. С. Гнибиденко, В. В. Куделькин, М. Л. Красный и др.; Отв. ред. А. Г. Родников. — М.: Наука, 1983.
- Структура глубоководных желобов Тихого океана: (По данным МОВ-ОГТ) / Г. С. Гнибиденко; АН СССР, Дальневост. отд-ние, Ин-т мор. геологии и геофизики. — Владивосток: ДВО АН СССР, 1987.
- Тектоника плиты Картографов (Тихий океан) / Г. С. Гнибиденко, Г. И. Аносов, И. П. Карогодина и др.; Отв. ред. П. М. Сычев; АН СССР, Дальневост. отд-ние, Ин-т мор. геологии и геофизики. — М.: Наука, 1988.
- Геолого-геофизические исследования в юго-западной части Тихого океана / Жигулев В. В., Пущин И. К., Старшинова Е. А. и др.; Отв. ред. Г. С. Гнибиденко; АН СССР, Дальневост. отд-ние, Ин-т мор. геологии и геофизики. — Южно-Сахалинск: ИМГИГ, 1988.
- Термоизостазия сводовых океанических поднятий, хребтов и подводных гор / П. М. Сычев, В. Н. Сеначин, В. В. Соинов и др.; Отв. ред. Г. С. Гнибиденко; АН СССР, Дальневост. отд-ние, Ин-т мор. геологии и геофизики. — Южно-Сахалинск: ИМГИГ, 1991.